# سیلویا بورونی
سیلویا بورونی (لهستانی: Sylwia Boroń؛ زادهٔ ۶ سپتامبر ۱۹۸۷) بازیگر اهل لهستان است. وی دانش‌آموختهٔ رشتهٔ بازیگری در آکادمی ملی هنرهای نمایشی آ.س.ت. در کراکوف است.
از فیلم‌ها یا مجموعه‌های تلویزیونی که وی در آن‌ها نقش داشته است، می‌توان به کارگزار من، یک‌راست به دل، دوستان، قانون حقیقی، پزشکان، رنگ‌های خوشبختی، در خیابان سپولنی، پدر متیو، راه‌های آزادی، طاقت بیاور و ۸۰ میلیون اشاره نمود.